# Francesco Buhagiar
Francesco Buhagiar (ur. 7 września 1876 w Qrendi, zm. 27 czerwca 1934 w St. Julian’s) – maltański prawnik i polityk, drugi premier Malty w latach 1923–1924.

## Życiorys
Urodził się 7 września 1876 w Qrendi jako syn Michele Buhagiara i Filomeny Mifsud. W 1901 ukończył prawo na ówczesnym Royal University of Malta i rozpoczął karierę jako prawnik w zakresie prawa cywilnego i handlowego.
Po dwudziestu latach wykonywania zawodu prawniczego, w wyborach w 1921 Buhagiar został wybrany do Zgromadzenia Ustawodawczego z listy Unione Politica Maltese (UPM) Ignazia Panzavecchii. Od października 1922 pełnił funkcję ministra sprawiedliwości, a rok później został powołany na miejsce premiera Josepha Howarda. Kierował rządem mniejszościowym przez cały rok 1924, w okresie poprzedzającym wybory w czerwcu 1924, w których UPM uzyskała tylko 10 mandatów.
Następnie został mianowany sędzią Sądu Wyższego, gdzie służył do 1934.
Zmarł w wieku 57 lat z powodu powikłań po zapaleniu wyrostka robaczkowego w szpitalu Blue Sisters. Został pochowany na cmentarzu Addolorata.

## Życie prywatne
Był żonaty z Enrichettą Said; mieli pięcioro dzieci.